# Liste d'hôpitaux à Madagascar
Cet article liste des hôpitaux de Madagascar.

## Présentation
En 2019, il y avait 2 677 établissements médicaux à Madagascar, dont 125 hôpitaux. Les autres structures sont de petits centres et postes de santé. Étant donné que la plupart des hôpitaux, dispensaires et centres médicaux sont situés dans des zones urbaines, l'accès aux soins médicaux reste hors de portée de beaucoup. Environ 35% de la population vit à plus de 10 km d'un établissement de santé,.

## Hôpitaux
| Nom                                                 | Lieu                    | Région              | Type      | Coordonnées                  | Réf.  |
| --------------------------------------------------- | ----------------------- | ------------------- | --------- | ---------------------------- | ----- |
| Hôpital d'Alaotra Mangoro                           | Ambatondrazaka          | Alaotra-Mangoro     | Public    | 17° 50′ 10″ S, 48° 24′ 59″ E | [ 2 ] |
| Hôpital d'Ambalavao                                 | Ambalavao               | Haute Matsiatra     | Public    | 21° 50′ 00″ S, 46° 56′ 00″ E | [ 2 ] |
| Hôpital d'Ambanja                                   | Ambanja                 | Région Diana        | Public    | 13° 41′ 00″ S, 48° 27′ 00″ E | [ 2 ] |
| Hôpital d'Ambatolampy                               | Ambatolampy             | Vakinankaratra      | Public    | 19° 23′ 00″ S, 47° 25′ 00″ E | [ 2 ] |
| Hôpital d'Ambatomainty                              | Ambatomainty            | Melaky              | Public    | 16° 57′ 58″ S, 44° 36′ 57″ E | [ 2 ] |
| Hôpital d'Ambilobe                                  | Ambilobe                | Région Diana        | Public    | 13° 11′ 54″ S, 49° 02′ 56″ E | [ 2 ] |
| Hôpital d'Amboasary Atsimo                          | Amboasary-Atsimo        | Anôsy               | Public    | 25° 02′ 00″ S, 46° 23′ 00″ E | [ 2 ] |
| Hôpital d'Ambodifototra                             | Ambodifototra           | Analanjirofo        | Public    | 16° 59′ 11″ S, 49° 51′ 22″ E | [ 2 ] |
| Hôpital d'Ambohidroa                                | Ambohidroa              | Analamanga          | Public    | 18° 29′ 00″ S, 47° 10′ 00″ E | [ 2 ] |
| Hôpital d'Ambohimahasoa                             | Bokona                  | Haute Matsiatra     | Public    | 21° 55′ 53″ S, 46° 49′ 04″ E | [ 2 ] |
| Hôpital d'Ambohimiandra                             | Antananarivo            | Analamanga          | Public    | 18° 55′ 00″ S, 47° 32′ 00″ E | [ 2 ] |
| Hôpital d'Ambovombe Manandriana                     | Ambovombe Afovoany      | Amoron'i Mania      | Public    | 20° 46′ 00″ S, 47° 05′ 00″ E | [ 2 ] |
| Hôpital d'Amoron'I Mania                            | Ambovombe Afovoany      | Amoron'i Mania      | Public    | 20° 31′ 00″ S, 47° 15′ 00″ E | [ 2 ] |
| Hôpital d'Ampanihy-Ouest                            | Ampanihy                | Atsimo-Andrefana    | Public    | 24° 42′ S, 44° 45′ E         | [ 2 ] |
| Hôpital d'Amparafaravola                            | Amparafaravola          | Alaotra-Mangoro     | Public    | 17° 35′ 00″ S, 48° 13′ 00″ E | [ 2 ] |
| Hôpital d'Analalava                                 | Analalava               | Sofia               | Public    | 14° 38′ 07″ S, 47° 44′ 57″ E | [ 2 ] |
| Hôpital d'Analanjorofo                              | Ambodifototra           | Analanjirofo        | Public    | 16° 59′ 45″ S, 49° 51′ 03″ E | [ 2 ] |
| Hôpital d'Analaroa                                  | Ambohitsimenaloha       | Analamanga          | Public    | 18° 25′ 00″ S, 47° 42′ 00″ E | [ 2 ] |
| Hôpital d'Andapa                                    | Andapa                  | Sava                | Public    | 14° 38′ 55″ S, 49° 38′ 35″ E | [ 2 ] |
| Hôpital d'Andilamena                                | Andilamena              | Alaotra-Mangoro     | Public    | 17° 01′ 00″ S, 48° 35′ 00″ E | [ 2 ] |
| Hôpital d'Andramasina                               | Andramasina             | Analamanga          | Public    | 19° 11′ 00″ S, 47° 35′ 00″ E | [ 2 ] |
| Hôpital d'Anjozorobe                                | Anjozorobe              | Analamanga          | Public    | 18° 24′ 17″ S, 47° 52′ 42″ E | [ 2 ] |
| Hôpital d'Ankazoabo Sud                             | Ankazoabo               | Atsimo-Andrefana    | Public    | 22° 17′ 00″ S, 44° 31′ 11″ E | [ 2 ] |
| Hôpital d'Ankazobe                                  | Ankazobe                | Analamanga          | Public    | 18° 19′ 00″ S, 47° 07′ 00″ E | [ 2 ] |
| Hôpital d'Anosibe An'Ala                            | Anosibe An'ala          | Alaotra-Mangoro     | Public    | 19° 25′ 54″ S, 48° 12′ 25″ E | [ 2 ] |
| Hôpital d'Anosy Avaratra                            | Antananarivo            | Analamanga          | Public    | 18° 48′ 51″ S, 47° 32′ 55″ E | [ 2 ] |
| Hôpital d'Anosy                                     | Taolagnaro              | Anôsy               | Public    | 25° 02′ 00″ S, 47° 04′ 00″ E | [ 2 ] |
| Hôpital d'Antalaha                                  | Antalaha                | Sava                | Public    | 14° 53′ 00″ S, 50° 17′ 00″ E | ,     |
| Hôpital d'Antanambao Manampotsy                     | Antanambao Manampotsy   | Atsinanana          | Public    | 19° 29′ 00″ S, 48° 34′ 00″ E | [ 2 ] |
| Hôpital d'Antananarivo                              | Antananarivo            | Analamanga          | Public    | 18° 54′ 49″ S, 47° 32′ 10″ E | [ 2 ] |
| Hôpital d'Antanifotsy                               | Antanifotsy             | Vakinankaratra      | Public    | 19° 50′ 47″ S, 47° 30′ 02″ E | [ 2 ] |
| Hôpital d'Antsalova                                 | Antsalova               | Melaky              | Public    | 18° 40′ 05″ S, 44° 36′ 58″ E | [ 2 ] |
| Hôpital d'Arivonimamo                               | Arivonimamo             | Itasy               | Public    | 19° 01′ 00″ S, 47° 11′ 00″ E | [ 2 ] |
| Hôpital d'Atsimo Andrefana                          | Toliara                 | Atsimo-Andrefana    | Public    | 23° 21′ 00″ S, 43° 40′ 00″ E | [ 2 ] |
| Hôpital d'Atsimo Atsinanana                         | Farafangana             | Atsimo-Atsinanana   | Public    | 22° 49′ 00″ S, 47° 49′ 00″ E | [ 2 ] |
| Hôpital de Bealanana                                | Bealanana               | Sofia               | Public    | 14° 33′ 00″ S, 48° 44′ 00″ E | [ 2 ] |
| Hôpital de Befandriana                              | Befandriana             | Sofia               | Public    | 15° 16′ 00″ S, 48° 32′ 00″ E | [ 2 ] |
| Hôpital de Befotaka                                 | Befotaka                | Atsimo-Atsinanana   | Public    | 23° 49′ 00″ S, 46° 59′ 00″ E | [ 2 ] |
| Hôpital de Bekily                                   | Bekily                  | Androy              | Public    | 24° 13′ 00″ S, 45° 19′ 00″ E | [ 2 ] |
| Hôpital de Belo sur Tsiribihina                     | Belon'i Tsiribihina     | Menabe              | Public    | 19° 42′ 00″ S, 44° 32′ 37″ E | [ 2 ] |
| Hôpital de Beloha                                   | Beloha                  | Androy              | Public    | 25° 10′ 00″ S, 45° 03′ 00″ E | [ 2 ] |
| Hôpital de Benenitra                                | Benenitra               | Atsimo-Andrefana    | Public    | 23° 27′ 00″ S, 45° 05′ 00″ E | [ 2 ] |
| Hôpital de Beroroha                                 | Beroroha                | Atsimo-Andrefana    | Public    | 21° 40′ 30″ S, 45° 08′ 53″ E | [ 2 ] |
| Hôpital de Besalampy                                | Besalampy               | Melaky              | Public    | 16° 45′ 00″ S, 44° 29′ 00″ E | [ 2 ] |
| Hôpital de Betafo                                   | Betafo                  | Vakinankaratra      | Public    | 19° 50′ 00″ S, 46° 51′ 00″ E | [ 2 ] |
| Hôpital de Betioky- Sud                             | Betioky                 | Atsimo-Andrefana    | Public    | 23° 43′ 24″ S, 44° 22′ 46″ E | [ 2 ] |
| Hôpital de Betroka                                  | Betroka                 | Anôsy               | Public    | 23° 16′ 00″ S, 46° 05′ 00″ E | [ 2 ] |
| Hôpital de Betsiboka                                | Betsiboka               | Betsiboka           | Public    | 16° 52′ 00″ S, 46° 57′ 00″ E | [ 2 ] |
| Hôpital de Bezaha                                   | Ambararata              | Atsimo-Andrefana    | Public    | 23° 35′ 53″ S, 44° 39′ 34″ E | [ 2 ] |
| Hôpital de Bongolava                                | Bongolava               | Bongolava           | Public    | 18° 46′ S, 46° 03′ E         | [ 2 ] |
| Hôpital de Brickaville                              | Brickaville             | Atsinanana          | Public    | 18° 49′ 05″ S, 49° 04′ 07″ E | [ 2 ] |
| Centre d'appareillage de Madagascar                 | Antananarivo            | Analamanga          | Public    | 18° 56′ 27″ S, 47° 32′ 17″ E | [ 2 ] |
| Centre de Créno-thermo-climatisme Antsirabe         | Antsirabe               | Vakinankaratra      | Public    | 19° 51′ 00″ S, 47° 02′ 00″ E | [ 2 ] |
| Centre de Rééducation motrice d'Antsirabe           | Antsirabe               | Vakinankaratra      | Public    | 19° 51′ 00″ S, 47° 01′ 53″ E | [ 2 ] |
| Centre de Stomatologie et Chirurgie maxillo-faciale | Antananarivo            | Analamanga          | Public    | 18° 56′ 02″ S, 47° 32′ 40″ E | [ 2 ] |
| Centre d'Odonto-stomatologie                        | Mahajanga               | Boeny               | Public    | 15° 43′ 20″ S, 46° 18′ 44″ E | [ 2 ] |
| CHU Place Kabary                                    | Antisaranna             | Région Diana        | Public    | 12° 16′ S, 49° 17′ E         | [ 2 ] |
| Hôpital de Emmanuel Andriamampihantona              | Ambatofinandrahana      | Amoron'i Mania      | Public    | 20° 33′ 21″ S, 46° 48′ 17″ E | [ 2 ] |
| Établissement de Soins et de Santé d'Analakely      | Antananarivo            | Analamanga          | Public    | 18° 54′ 06″ S, 47° 30′ 54″ E | [ 2 ] |
| Hôpital de Fandriana                                | Alakamisy               | Amoron'i Mania      | Public    | 20° 12′ 00″ S, 47° 17′ 00″ E | [ 2 ] |
| Hôpital de Faratsiho                                | Faratsiho               | Vakinankaratra      | Public    | 19° 24′ S, 46° 57′ E         | [ 2 ] |
| Hôpital de Fenoarivobe                              | Fenoarivobe             | Bongolava           | Public    | 18° 27′ 05″ S, 46° 33′ 49″ E | [ 2 ] |
| Hôpital de Fianarantsoa                             | Fianarantsoa            | Haute Matsiatra     | Public    | 21° 26′ 00″ S, 47° 05′ 00″ E | ,     |
| Groupe Hospitalier Mère-Enfant Befelatanana         | Antananarivo            | Analamanga          | Public    | 18° 55′ 07″ S, 47° 31′ 24″ E | [ 2 ] |
| Hôpital Androva                                     | Mahajanga               | Boeny               | Public    | 15° 43′ 04″ S, 46° 18′ 22″ E | [ 2 ] |
| Hôpital Cenhosoa                                    | Antananarivo            | Analamanga          | Public    | 18° 54′ 03″ S, 47° 31′ 51″ E | [ 2 ] |
| Hôpital Fenoarivo                                   | Firavahana              | Analamanga          | Public    | 18° 31′ 00″ S, 47° 03′ 00″ E | [ 2 ] |
| Hôpital Joseph Raseta Befelatanana                  | Antananarivo            | Analamanga          | Public    | 18° 55′ 01″ S, 47° 31′ 24″ E | [ 2 ] |
| Hôpital Pédiatrie Ambohimiandra                     | Antananarivo            | Analamanga          | Public    | 18° 54′ 57″ S, 47° 32′ 05″ E | [ 2 ] |
| Hôpital d'Iakora                                    | Iakora                  | Ihorombe            | Public    | 23° 06′ 02″ S, 46° 38′ 53″ E | [ 2 ] |
| Hôpital d'Ifanadiana                                | Ifanadiana              | Vatovavy-Fitovinany | Public    | 21° 18′ 00″ S, 47° 38′ 00″ E | [ 2 ] |
| Hôpital d'Ihorombe                                  | Marofivango             | Ihorombe            | Public    | 22° 18′ S, 46° 12′ E         | [ 2 ] |
| Hôpital d'Ikalamavony                               | Ikalamavony             | Haute Matsiatra     | Public    | 21° 09′ 00″ S, 46° 35′ 00″ E | [ 2 ] |
| Hôpital d'Ikongo                                    | Fort-Carnot             | Vatovavy-Fitovinany | Public    | 21° 53′ 00″ S, 47° 26′ 00″ E | [ 2 ] |
| Hôpital d'Itaosy                                    | Antananarivo            | Analamanga          | Public    | 18° 55′ 02″ S, 47° 27′ 59″ E | [ 2 ] |
| Hôpital d'Itasy                                     | Miarinarivo             | Itasy               | Public    | 18° 57′ S, 46° 57′ E         | [ 2 ] |
| Hôpital d'Ivohibe                                   | Ivohibe                 | Ihorombe            | Public    | 22° 29′ 00″ S, 46° 53′ 00″ E | [ 2 ] |
| Hôpital Joseph Ravoahangy Andrianavalona            | Antananarivo            | Analamanga          | Public    | 18° 55′ 11″ S, 47° 31′ 05″ E | ,     |
| Hôpital de Kandreho                                 | Kandreho                | Betsiboka           | Public    | 17° 29′ 05″ S, 46° 05′ 28″ E | [ 2 ] |
| Hôpital de Loterana Manambaro                       | Manambaro, Fort Dauphin | Anôsy               | Public    | 25° 02′ 00″ S, 46° 49′ 00″ E | ,     |
| Hôpital luthérien d'Ambohibao                       | Ambohibao               | Antananarivo        | Religieux | 18° 51′ 03″ S, 47° 28′ 35″ E | [ 4 ] |
| Hôpital de Mahabo                                   | Mahabo                  | Menabe              | Public    | 20° 22′ 53″ S, 44° 39′ 54″ E | [ 2 ] |
| Hôpital de Mahajanga                                | Mahajanga               | Boeny               | Public    | 15° 43′ 00″ S, 46° 19′ 00″ E | [ 2 ] |
| Hôpital de Mahanoro                                 | Mahanoro                | Atsinanana          | Public    | 19° 53′ 53″ S, 48° 48′ 01″ E | [ 2 ] |
| Hôpital de Mahitsy                                  | Mahitsy                 | Analamanga          | Public    | 18° 44′ 00″ S, 47° 20′ 00″ E | [ 2 ] |
| Hôpital de Mampikomy                                | Mampikony               | Sofia               | Public    | 16° 06′ 00″ S, 47° 38′ 00″ E | [ 2 ] |
| Hôpital de Manakavaly                               | Anjepy                  | Analamanga          | Public    | 18° 50′ 00″ S, 47° 43′ 00″ E | [ 2 ] |
| Hôpital de Mananara-Nord                            | Mananara Avaratra       | Analanjirofo        | Public    | 16° 10′ 05″ S, 49° 45′ 57″ E | [ 2 ] |
| Hôpital de Mananjary                                | Mananjary               | Vatovavy-Fitovinany | Public    | 21° 13′ 00″ S, 48° 20′ 00″ E | [ 2 ] |
| Hôpital de Mandritsara                              | Mandritsara             | Sofia               | Public    | 15° 50′ 36″ S, 48° 49′ 17″ E | [ 2 ] |
| Hôpital de Manja                                    | Manja                   | Menabe              | Public    | 21° 26′ 44″ S, 44° 20′ 00″ E | [ 2 ] |
| Hôpital de Manjakandriana                           | Manjakandriana          | Analamanga          | Public    | 18° 54′ 41″ S, 47° 47′ 53″ E | [ 2 ] |
| Hôpital de Maroantsetra                             | Maroantsetra            | Analanjirofo        | Public    | 15° 26′ 12″ S, 49° 43′ 50″ E | [ 2 ] |
| Hôpital de Marolambo l                              | Marolambo               | Atsinanana          | Public    | 20° 03′ 00″ S, 48° 07′ 00″ E | [ 2 ] |
| Hôpital de Marovoay                                 | Marovoay                | Boeny               | Public    | 16° 06′ 00″ S, 46° 38′ 00″ E | [ 2 ] |
| Hôpital de Melaky                                   | Melaky                  | Melaky              | Public    | 17° 36′ S, 44° 48′ E         | [ 2 ] |
| Hôpital de Menabe                                   | Menabe                  | Menabe              | Public    | 20° 17′ 02″ S, 44° 19′ 03″ E | [ 2 ] |
| Hôpital de Miandrivazo                              | Miandrivazo             | Menabe              | Public    | 19° 31′ 00″ S, 45° 28′ 00″ E | [ 2 ] |
| Hôpital de Midongy du Sud                           | Midongy Du Sud          | Atsimo-Atsinanana   | Public    | 23° 35′ 37″ S, 47° 01′ 18″ E | [ 2 ] |
| Hôpital de Mitsinjo                                 | Mitsinjo                | Boeny               | Public    | 16° 00′ 00″ S, 45° 52′ 00″ E | [ 2 ] |
| Hôpital de Monja Jaona                              | Ambovombe               | Androy              | Public    | 25° 10′ 41″ S, 46° 05′ 22″ E | [ 2 ] |
| Hôpital de Morafenobe                               | Morafenobe              | Melaky              | Public    | 17° 49′ 00″ S, 44° 55′ 00″ E | [ 2 ] |
| Hôpital de Moramanga                                | Moramanga               | Alaotra-Mangoro     | Public    | 16° 30′ 00″ S, 48° 22′ 00″ E | [ 2 ] |
| Hôpital de Morombe                                  | Morombe                 | Atsimo-Andrefana    | Public    | 21° 44′ 56″ S, 43° 20′ 12″ E | [ 2 ] |
| Hôpital de Nosy Be                                  | Anjiabe                 | Région Diana        | Public    | 12° 08′ 00″ S, 49° 22′ 00″ E | [ 2 ] |
| Hôpital de Nosy Varika                              | Nosy Varika             | Vatovavy-Fitovinany | Public    | 20° 35′ 16″ S, 48° 32′ 07″ E | [ 2 ] |
| Pavillon Sainte Fleur                               | Antananarivo            | Analamanga          | Public    | 18° 55′ 13″ S, 47° 31′ 05″ E | ,     |
| Hôpital de Port Bergé                               | Ampombibitika           | Sofia               | Public    | 15° 34′ 00″ S, 47° 37′ 00″ E | [ 2 ] |
| Hôpital de Sakalalina                               | Sakalalina              | Ihorombe            | Public    | 22° 20′ 00″ S, 46° 29′ 00″ E | [ 2 ] |
| Hôpital de Sakaraha                                 | Sakaraha                | Atsimo-Andrefana    | Public    | 22° 54′ 00″ S, 44° 32′ 00″ E | [ 2 ] |
| Hôpital SALFA Sambava                               | Sambava                 | Sava                | Public    | 14° 16′ 43″ S, 50° 10′ 29″ E | ,     |
| Hôpital SALFA Vohemar                               | Vohemar                 | Sava                | Public    | 13° 21′ 49″ S, 49° 59′ 53″ E | ,     |
| Hôpital de Soalala                                  | Soalala                 | Boeny               | Public    | 16° 06′ 06″ S, 45° 19′ 37″ E | [ 2 ] |
| Hôpital de Soanierana-Ivongo                        | Soanierana Ivongo       | Analanjirofo        | Public    | 16° 55′ 00″ S, 49° 35′ 00″ E | [ 2 ] |
| Hôpital militaire de Soavinandriana                 | Antananarivo            | Itasy               | Militaire | 19° 10′ 00″ S, 46° 43′ 59″ E | [ 2 ] |
| Hôpital de Sofia                                    | Antsohihy               | Sofia               | Public    | 14° 52′ 00″ S, 47° 59′ 00″ E | [ 2 ] |
| Hôpital de Toamasina                                | Toamasina               | Atsinanana          | Public    | 18° 10′ 00″ S, 49° 23′ 00″ E | ,     |
| Hôpital de Tsaratanana                              | Tsaratanana             | Betsiboka           | Public    | 16° 47′ 00″ S, 47° 39′ 00″ E | [ 2 ] |
| CHU de Tsaralalana                                  | Antananarivo            | Analamanga          | Public    | 18° 54′ 04″ S, 47° 31′ 00″ E | ,     |
| Hôpital de Tsihombe                                 | Tsihombe                | Androy              | Public    | 25° 18′ 00″ S, 45° 29′ 00″ E | [ 2 ] |
| Hôpital de Vakinakaratra                            | Antsirabe               | Vakinankaratra      | Public    | 19° 53′ 07″ S, 47° 05′ 15″ E | [ 2 ] |
| Hôpital de Vangaindrano                             | Vangaindrano            | Atsimo-Atsinanana   | Public    | 23° 21′ S, 47° 36′ E         | [ 2 ] |
| Hôpital de Vatomandry                               | Vatomandry              | Atsinanana          | Public    | 19° 19′ 58″ S, 48° 58′ 50″ E | [ 2 ] |
| Hôpital de Vatovavy Fitovinany                      | Manakara                | Vatovavy-Fitovinany | Public    | 22° 08′ 43″ S, 48° 00′ 56″ E | [ 2 ] |
| Hôpital de Vavatenina                               | Vavatenina              | Analanjirofo        | Public    | 17° 27′ 58″ S, 49° 11′ 46″ E | [ 2 ] |
| Hôpital de Vohipeno                                 | Vohipeno                | Vatovavy-Fitovinany | Public    | 22° 21′ 00″ S, 47° 50′ 00″ E | [ 2 ] |
| Hôpital de Vondrozo                                 | Vondrozo                | Atsimo-Atsinanana   | Public    | 22° 49′ 00″ S, 47° 17′ 00″ E | [ 2 ] |